# Tempestade de emails
Uma tempestade de emails ocorre quando uma grande quantidade de pessoas utilizam indevidamente a função "responder a todos" de um serviço de email. Isto pode levar a sobrecarga de informação, dificultando que os usuários consigam distinguir emails importantes de irrelevantes, e em casos extremos leva ao travamento do serviço de emails.
A tempestade se inicia com um email enviado para uma grande quantidade de destinatários no campo "Para:". Caso alguns deles "respondam a todos" pedindo para serem removidos da lista de emails, a tempestade se inicia, pois mais e mais pessoas fazem o mesmo (apesar de, ingenuamente, contribuírem com a tempestade ao responder para todos, ao invés de somente para o administrador da lista). A segunda onda de emails tipicamente envolve mensagens instruindo as outras a não responderem a todos, pois isso não funciona e ainda piora a situação. Finalmente, um terceiro grupo de pessoas fazem piada com a situação.
Uma forma de prevenir essas tempestades é não mandar emails para muitos destinatários ou "com cópia" (cc) simples, e sim optar pela função "com cópia oculta" (cco), pois assim apenas quem enviou o email receberá as respostas. Diversos guias sobre etiqueta online avisam para usuários evitarem usar a função "responder a todos", que pode ser irritante mesmo que não evolua para uma tempestade de emails.
Apesar de poder causar essas tempestades, a função de "responder a todos" possui usos legítimos, quando a mensagem é relevante para todos os recipientes, em situações urgentes, e pode promover uma cultura acolhedora em organizações que utilizam adequadamente. Em algumas empresas, é comum enviar e-mails para todos os funcionários quando um novo membro da equipe é contratado, ou em aniversários.
Para evitar que estes incidentes cresçam demais, a Microsoft criou uma ferramenta que bloqueia tempestades de email. Caso detecte 10 respostas a todos para mais de 5.000 destinatários dentro de 1 hora, a ferramenta Reply-All Storm Protection bloqueia novas tentativas de resposta a todos durante 4 horas.

## Nome
O nome tem origem no inglês, onde é chamado de "email storm", "reply all storm" (tempestade de resposta a todos), "reply apocalypse" (apocalipse de respostas), "reply all fiasco" (fiasco de resposta a todos), entre outros. Em português também é chamado de "tempestade de resposta", "tempestade de email de resposta", "tempestade de resposta a todos".

## Exemplos
Em 1997, 25 mil funcionários da Microsoft foram colocados em uma lista de emails chamada Bedlam DL3, e quando um deles enviou um email a todos da lista, pedindo para ser retirado dela, e iniciou uma tempestade de emails. O evento gerou 15 milhões de mensagens, ocupando mais de 195 GB de dados, e sobrecarregando servidores. Esta tempestade se tornou icônica, e ainda é frequentemente citada em discussões sobre tempestades de emails.
Em 2014, a Columbia Journalism School enviou um email convidando centenas de membros da mídia e suas organizações para um evento. Em uma hora, mais de 100 emails de resposta haviam sido enviados a todos, por um erro na lista de emails da Columbia.
Em 2015, um funcionário da Thomson Reuters mandou um email para estimados 33 mil endereços de email.
Em 2016, um emails sobre viagens causou uma tempestade afetando funcionários do The New York Times.
Em 2016, 840,000 funcionários do Serviço Nacional de Saúde do Reino Unido receberam o mesmo email informando que haviam suido adicionados a uma lista de emails. Com milhares de respostas pedindo para ser removidos, estima-se que 186 milhões de emails foram enviados, o que travou o sistema, impedindo que os usuários acessassem seus emails legítimos.
Em 2019, uma mensagem sobre como receber menos notificações no GitHub foi enviada a 11.543 funcionários da Microsoft, e algumas utilizaram a função "responder a todos", enchendo as caixas de entrada dos remetentes da mensagem original.
Em 2022, a Força Aérea dos Estados Unidos passou por um incidente, devido a um endereço de email “AF-All” que enviava mensagens para diversos outros endereços. O email original se tratava de uma imagem desatualizada em um site, e foi enviado para militares de diversas patentes em diversos estados dos EUA.